# نواة ركبية وحشية
النواة الركبية الوحشية (وتسمى أيضًا الجسم الركبي الوحشي أو المركب الركبي الجانبي) هي مركز ترحيل للمسار البصري موجودة في المهاد، تتلقي معظم المدخلات (الإشارات) الحسية القادمة من شبكية العين، وتُعتبر الرابط المركزي الرئيسي من العصب البصري إلى الفص القذالي، وتحديدا القشرة البصرية الأساسية. تتكون النواة الركبية الوحشية في البشر من ست طبقات عصبونية (المادة الرمادية) بالتناوب مع الألياف البصرية (المادة البيضاء).
تُمثل النواة الركبية الوحشية إسقاطا إنسيا صغيرا عند نهاية السبيل البصري على جانبي الدماغ، وتُعتبر هذه النواة والنواة الركبية الإنسية (لتي تتعامل مع المعلومات السمعية) نوى مهادية وبالتالي توجد في كلا النصفين من الكرة المخية.
تتلقي النواة الركبية الوحشية معلومات مباشرة من عصبونات الشبكية الصاعدة عبر السبيل البصري، ومن التشكل الشبكي، حيث ترسل عصبونات النواة الركبية الوحشية محاورها عبر الإشعاع البصري إلى القشرة البصرية الأولية، كما تتسلم منها العديد من اتصالات التغذية المرتدة القوية.

## التركيب

يوجد في كلا النصفين الدماغين نواة ركبية وحشية، وسميت بهذا الاسم نظرا لأنها تشبه الركبة المثنية، وتتكون من طبقات من الخلايا المتشابكة، وغالبا ما توصف بأنها تحتوي على ست طبقات متميزة.

## معرض صور

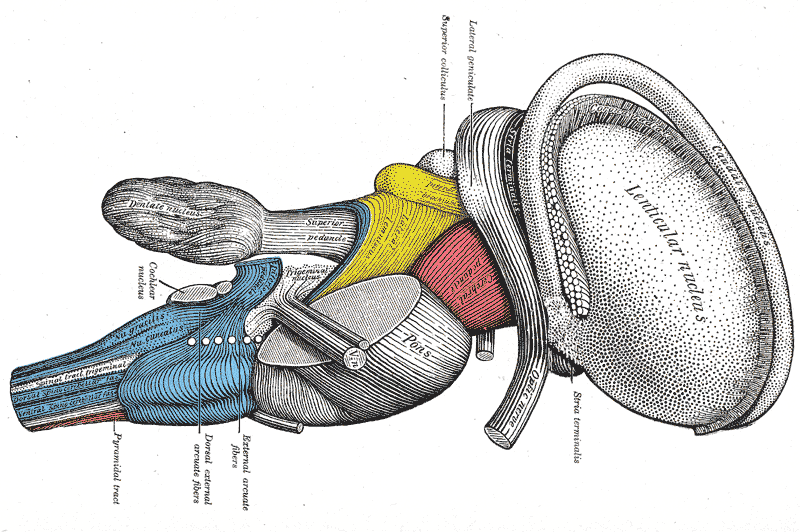
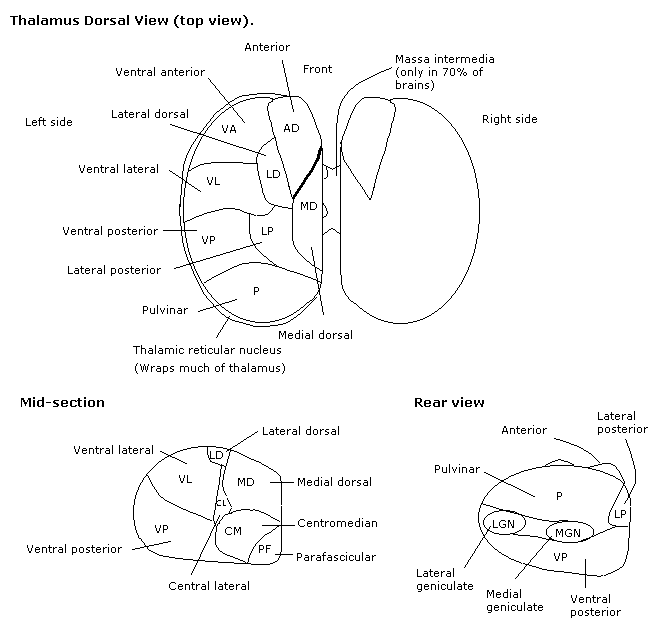
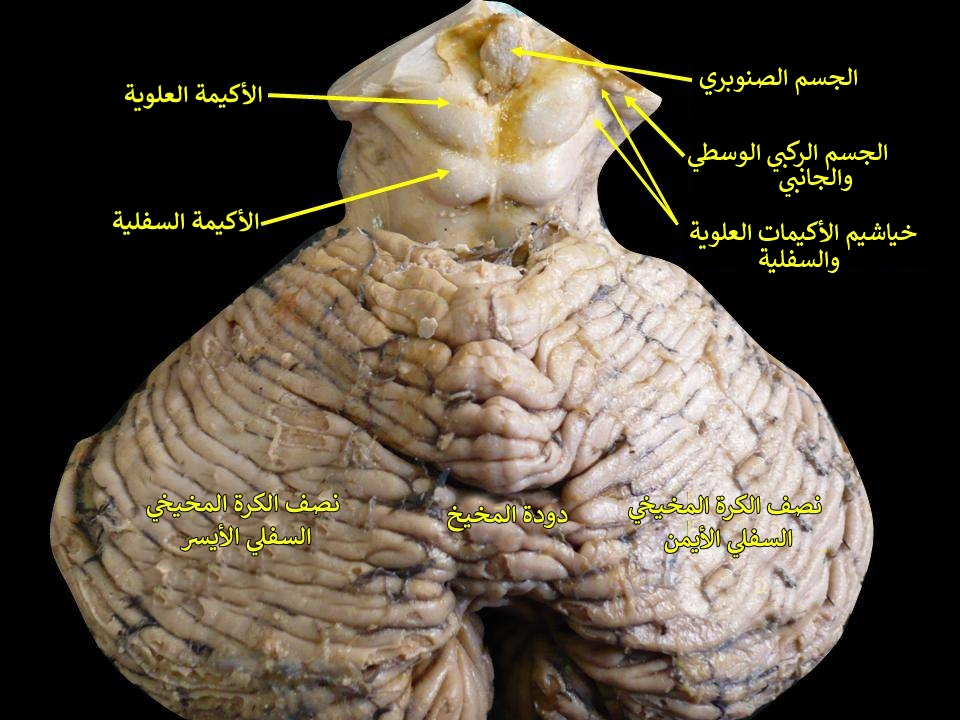